# Língua seraiki
Seraiki, Saraiki ou Siraiki é uma língua e também é uma etnia do Paquistão falada por cerca de 14 milhões de pessoas (conforme Censo e 1998), sendo que a quase maioria vive no Panjabe paquistanês. Isso significa cerca de 10,5% da população paquistanesa. Há cerca de 68 mil falantes no Panjabe indiano.

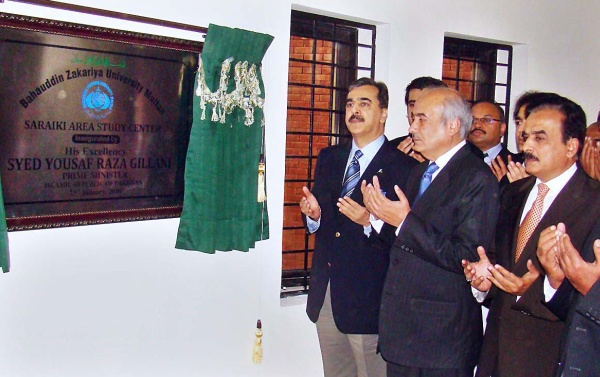
Primeiro Ministro Yousuf Raza Gillani (esquerda) inaugural centro de estudos Saraiki.

## Classificação
O Saraiki é algumas vezes considerado como um dialeto da língua punjabi ou mesmo do dialeto lahnda dessa língua., mas, no caso, seria o dialeto mais diverso dentre todos os “punjabis”, o que confirmaria ser uma língua. À medida que se vai para o sul do Panjabe, o Saraiki vai ficando cada vez mais diferente do idioma Punjabe próprio e se aproxima cada vez mais da língua sindi.
A língua não tem nenhum reconhecimento no Paquistão no nível nacional e nem mesmo no local. Porém, vêm sendo discutidos acordos para criar uma província para a população seraiki pela divisão do.

## Escrita
Na Índia a língua usa as escritas Gurmuki e Devanagari. No Paquistão e escrita usada é o Perso-Árabe

## Falantes conhecidos
Dentre  as importantes personalidades dessa etnia e falantes da língua figuram o a atual Primeiro Ministro Yousuf Raza Gillani, o ex-ministro  Shah Mehmood Qureshi e o antigo presidente Farooq Leghari.
- Bahawalnagar
- Bahawalpur
- Bhakkar
- Chiniot
- Dera Ghazi Khan
- Dera Ismail Khan
- Jhang
- Khanewal
- Khushab
- Layyah
- Lodhran
- Mianwali
- Multan
- Muzaffargarh
- Okara
- Pakpattan
- Rahim Yar Khan
- Rajanpur
- Sahiwal
- Sargodha
- Tanque
- Toba Tek Singh
- Vehari
- Região de fronteira do tanque
- Frontier Região Dera Ismail Khan

See area and Population of Saraikisan. 
Estes são também distrai Saraiki
- Chakwal
- Conselheiro Lafaiete
- Mandi Bahauddin

Saraiki é falado em Índia, Emirados Árabes Unidos e Afeganistão também.
Saraiki é a maior segunda língua em Reino da Arábia Saudita com mais de 2,5 milhões. Em Reino Unido Saraiki é falado por 400.000. No Canadá, China, África do Sul e Estados Unidos Saraiki também é falado.

### Externas
- «Alfabeto Oeste Punjabe»
- «Siraiki – Sangat»
- «Mazhar – Paquistão»
- «Poetics.htm Poesia e Literatura Seraiki»
- «Wasaib – Saraiki»
- «Saraiki»
- «Wordpress Saraiki»
- «Escrita Saraiki em Omniglot.com»